# Дэжидийн Жигжид
Дэжиди́йн Жигжи́д (монг. Дэжидийн Жигжид; 15 мая 1919, Рэнчинлхумбэ, Хувсгел, Монголия — 23 июля 1989) — монгольский режиссёр и оператор. Народный артист Монгольской Народной Республики (1985). Лауреат Государственной премии Монгольской Народной Республики (1969)

## Биография
В кинематографе начинал как оператор, став позднее режиссёром. Постоянный участник конкурсной программы Московского международного кинофестиваля (1959, 1961, 1965, 1967, 1969, 1971). Его имя носит национальный Институт кинематографии.

## Избранная фильмография

### Оператор
- 1940 — Первый урок /  (с Б. и С. Дэмбэрэлами)
- 1942 — Танкисты-кавалеристы /
- 1942 — Степные витязи / Цогт тайж
- 1954 — Новый год /
- 1955 — Раскаяние /  (в советском прокате «Два скотовода»)
- 1956 — Наши мелодии /
- 1957 — Пробуждение /  (в советском прокате «У порога жизни»)

### Режиссёр
- 1959 — Посланец народа / Ардын элч
- 1961 — Моему отцу в Улан-Баторе / Улаан-баатарт байгаа миний аавд (в советском прокате «Гочо и его родители»)
- 1962 — Один из многих /
- 1964 — Дружба дружбой /
- 1965 — След человека /
- 1966 — Наводнение / Уеч
- 1968 — Утро / Оглоо
- 1970 — Зять / Хүргэн хүү
- 1971 — Борьба /
- 1973 — Мы из Буянбалака /
- 1974 — Деревенские радости /
- 1977 — Во имя человека /
- 1980 — Большая семья /  (в советском прокате «Всё из-за близнецов»)

## Награды
- 1945 — Заслуженный деятель искусств МНР
- 1985 — Народный артист Монгольской Народной Республики
- Орден Сухэ-Батора
- 1969 — Государственная премия Монгольской Народной Республики